# Peggy March
Margaret Annemarie Battavio, mer känd under artistnamnet Peggy March, född 8 mars 1948 i Lansdale i Pennsylvania, är en amerikansk sångerska.
Hon är främst känd för sin miljonsäljare "I Will Follow Him" och även om hon vanligen är ihågkommen som en one-hit wonder-artist hade hon fortsatta framgångar i Tyskland en bra bit in på 1970-talet.
March upptäcktes som 13-åring när hon sjöng på en kusins bröllop. Hon presenterades for skivproducenterna Hugo & Luigi. De gav henne smeknamnet Little Peggy March eftersom hon bara var 1,47 meter lång. Samma år gjorde hon sin första singelskiva, "Little Me". Hon var bara 14 år när hon i början av januari 1963 spelade in "I Will Follow Him", Den gavs ut den 22 januari och i april samma år gick den upp på första plats på den amerikanska Billboard-listan, där den blev kvar i tre veckor. March blev därmed den yngsta artisten som toppat listan, ett rekord som hon fortfarande innehar. "I Will Follow Him" blev också etta i Australien, Nya Zeeland, Sydafrika, Japan och i Skandinavien. Den låg länge på svenska tio i topp-listan. I USA fick hon ytterligare framgångar med "I Wish I Were a Princess" och "Hello Heartache Goodbye Love", som bägge hamnade bland de 30 bästa på USA-listorna.
Efter framgångar i Europa och Asien flyttade March till Tyskland 1969. Redan 1963 gjorde hon sin första skivinspelning på tyska , "Tino/Bobby küsst wunderbar" Året därpå fick hon sina första skivframgångar i Tyskland med "Lady Music" , "Wenn der Silbermond". och, "Hallo Boy/Der Schuster macht schöne Schue". 1965 kom det stora genombrottet när hon vann den tyska schlagerfestivalen "Deutsche Schlager-Festspiele 1965" i Baden-Baden med "Mit 17 hat man noch Träume". Låten nådde som bäst plats 2 på den tyska försäljningslistan. Framgångarna i Tyskland fortsatte med "In der Carnaby Street", "Einmal verliebt, immer verliebt", "Der Schuster macht schöne Schuhe", "Telegramm aus Tennessee", "Die Maschen der Männer" , "Das sind die Träume, die man so träumt" och inte minst hennes allra största succé, "Romeo und Julia" (1967), som toppade de tyska försäljningslistorna. I Sverige blev låten en stor framgång med den norska sångerskan Inger Lise Rypdal, som då hette Inger Lise Andersen.
År 1969 och 1975 försökte March pröva lyckan med att representera Tyskland i Eurovision Song Contest med låtarna "Hey das ist Musik für mich" och Ralph Siegels "Alles geht vorüber", men hamnade bägge gångerna på andra plats i uttagningarna. 1969 besegrades hon av svenska Siw Malmkvist med låten "Prima Ballerina". March spelade också med i flera tyska musikfilmer och släppte även skivor i DDR, där hon också gjorde turnéer. I maj 1968 gifte hon sig med sin manager Arnold Harris och 1974 fick paret en dotter.
År 1979 släppte Peggy March ett disco-album, Electrifying, som dock inte blev någon kommersiell framgång. När hennes skivkontrakt inte förnyades 1981 flyttade hon tillbaka till USA.
År 1984 fick Jermaine Jackson och Pia Zadora en stor hit i Europa "When the Rain Begins to Fall", som hade Peggy March som medkompositör. I kultfilmen Hairspray (1988) förekom hennes gamla hit "I Wish I Were a Princess" . I mitten av 1990-talet hade hon nya framgångar i Tyskland med albumet Die Freiheit Frau zu sein (1995).
I mars 2010 spelade March in sin första skiva, med nya originallåtar på engelska, på 30 år. Det var ett samarbete med den skandinaviske låtskrivaren och producenten Soren Jensen. Albumet Always and Forever följdes av en specialutgåva för de tyskspråkiga länderna 2012.
I början av 2010-talet hade hon framgångar i Tyskland med låten "When The Rains Begins To Fall" som hon framför tillsammans med den tyske artisten Andreas Zaron.
March, som pratar flytande tyska, besöker regelbundet Tyskland för turnéer, senast 2018, då hon genomförde "Schlagerlegenden Tour" tillsammans med kollegorna Lena Valaitis, Michael Holm, Ireen Sheer och Graham Boney.